# Parc Nacional de Toubkal
El parc nacional de Toubkal (àrab: منتزه توبقال الوطني, mutanazzah Tūbqāl al-waṭanī; amazic estàndard marroquí: ⴰⴼⵔⴰⴳ ⴰⵏⴰⵎⵓⵔ ⵏ ⵅⵏⵉⴼⵉ ⵙ ⵜⵓⴱⵇⴰⵍ, afrag anamur n xnifi s Tubqal) és un espai protegit del Marroc que inclou una bona part de l'Alt Atles, amb el seu cim més alt, la muntanya Toubkal (4.167 m). És l'àrea de l'Atles millor explorada i més accessible. És la part que correspon al Adrar n'Dern (muntanya de muntanyes). Se situa en l'Alt Atles Occidental, entre les valls del N'Fiss, a l'Oest, i de l'Ourika, a l'Est. Va ser fundat durant el protectorat francès en 1942. La seva extensió és de 100.000 ha, de les quals 38.000 ha formen la zona central i 62.000 ha la zona perifèrica.

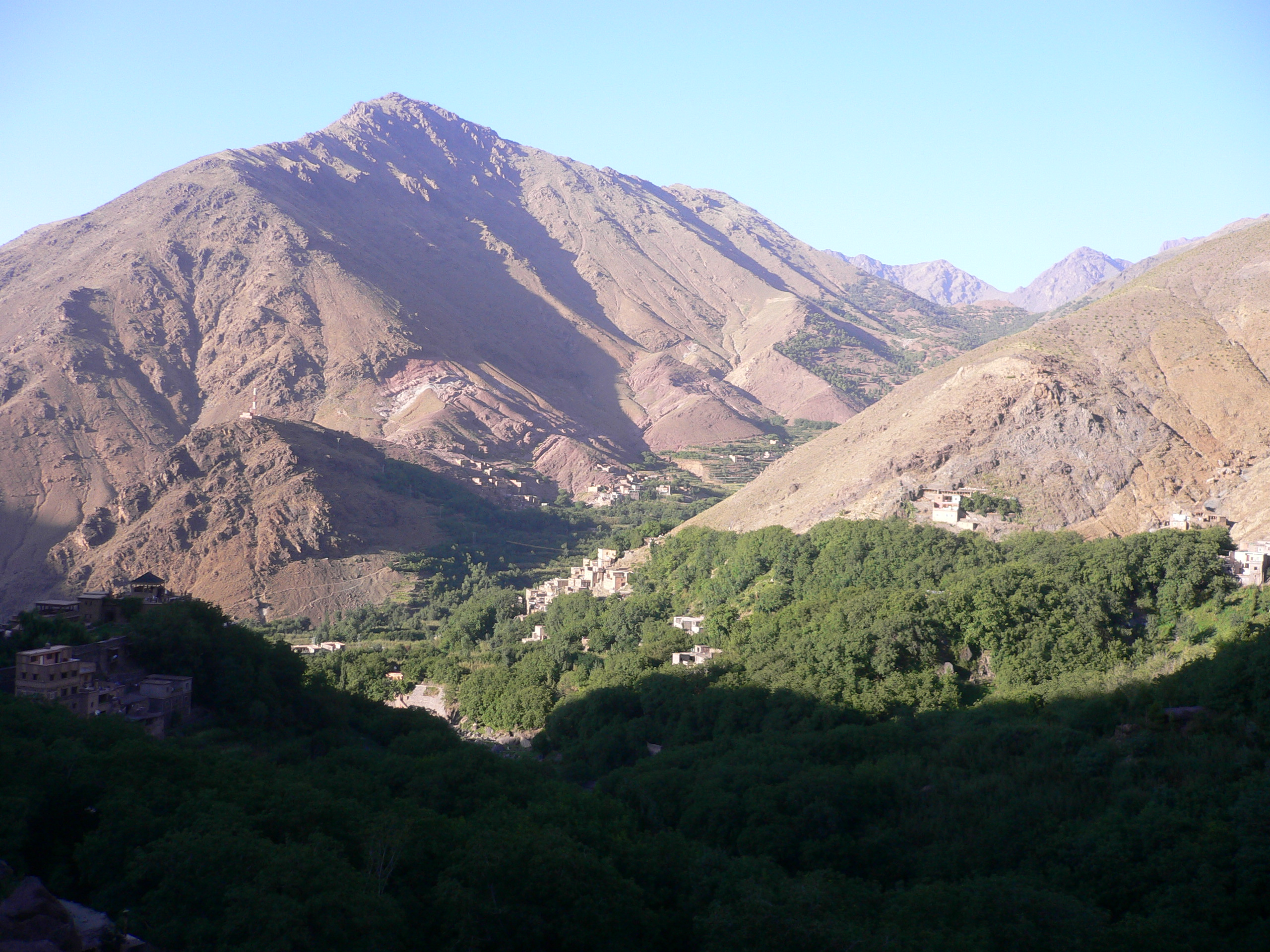
la vila d'Imlil al parc

Aquesta zona ofereix els cims més alts d'Àfrica del Nord. Les principals són Tazaghart (3.843 m) Ouanoukrim (4.088 m), Toubkal (4.167 m), Tichki (3.753 m), el Azrou n Tamadot (3.664 m), l'Aksoual (3.842 m), el Bou Iguenouane (3.882m) i Ineghmar (3.892 m). Nombrosos rius neixen a la zona del parc, assegurant la irrigació de les valls baixes de la muntanya. Els principals són, en el flanc septentrional el N´Fiss, el Rherhaya o Rhirhaia i l'Ourika i en el flanc meridional el Souss.

## Clima
Té un clima particular de gran diversitat. Trobem zones bioclimàtiques des del semiàrid mitjà fins al bioclima d'alta muntanya, passant per la humitat inferior de tipus fresc (segons Emberger). La neu té un paper molt important en aquest parc.

## Flora
La vegetació, de tipus altitudinal, ofereix tots els nivells definits per la zona mediterrània a excepció del inframediterrani que, en tot cas, s'observa al nord del peu de muntanya. Es pot constatar una successió de pisos de vegetació. Anant d'a baix a dalt trobem savina negral (Juniperus phoenicea) i teva (Tetraclinis articulata) a les zones entre 1.200 i 1.500m. Més amunt podem trobar alzines i a partir dels 2.500 m la savina albar Juniperus thurifera i apiàcies (Bupleurum spinosum i Alyssum spinosum).
A part d'aquests grans ecosistemes, es troben petits grups vegetals de gran interès en el plànol biològic, biogeogràfic i ecològic. Les associacions vegetals que colonitzen les riberes dels rius, per exemple, són molt riques en plantes endèmiques marroquines i flors.

## Fauna
En el pla zoològic, el Parc Nacional del Toubkal es distingeix sobretot per la presència del arruí o carner de barbaria (Ammotragus lervia) en la reserva de Takhekhort. Altres mamífers que podem trobar a la zona són la llúdria, el xacal, la guineu, el gat salvatge, la mangosta, la mostela, el porc espí o la gineta.
L'avifauna nidificante és molt diversa. El Parc alberga una centena d'espècies. Són molt abundants la gralla de bec vermell (Pyrrhocorax pyrrhocorax) i la gralla de bec groc (Pyrrhocorax graculus), algunes espècies de gran importància com l'àguila real, l'àguila de Bonelli i el trencalòs (Gypaetus barbatus), etc.
Entre els rèptils podem trobar a la colobra llisa meridional (Coronella girondica) i algun tipus de llangardaix com el Lacerta andreanski.
Algunes espècies tenen un gran valor ecològic, sent gairebé endèmiques d'aquest lloc: la sargantana Psammodromus microdactyle i la colobra de Schokar (Psammophis schokari). El Parc alberga almenys 2 centenes d'invertebrats, entre els quals trobem 9 tipus de papallones endèmiques.

## Galeria

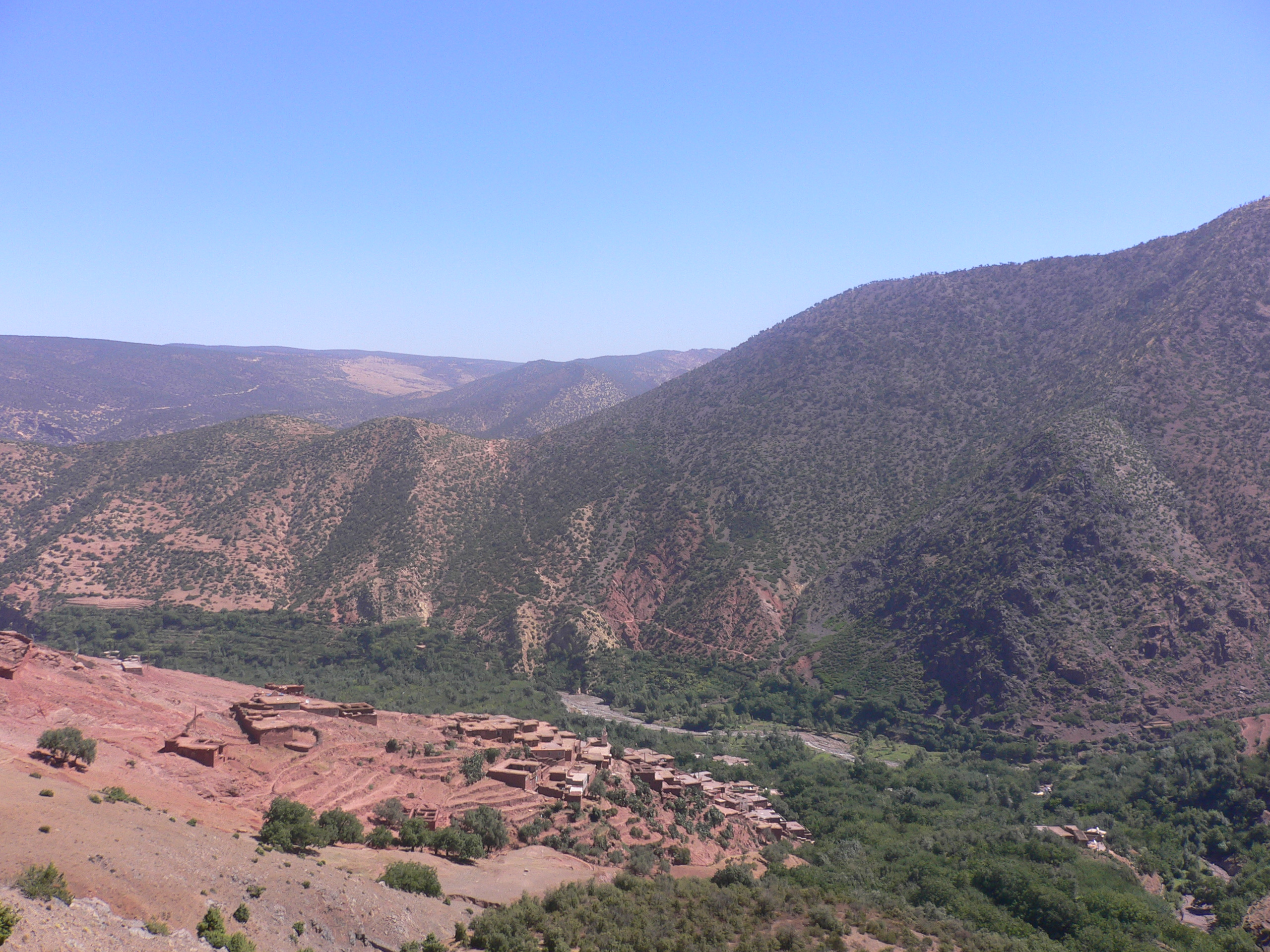
Vila d'Imi Oughlad (1350 m) al peu del massís de Toubkal
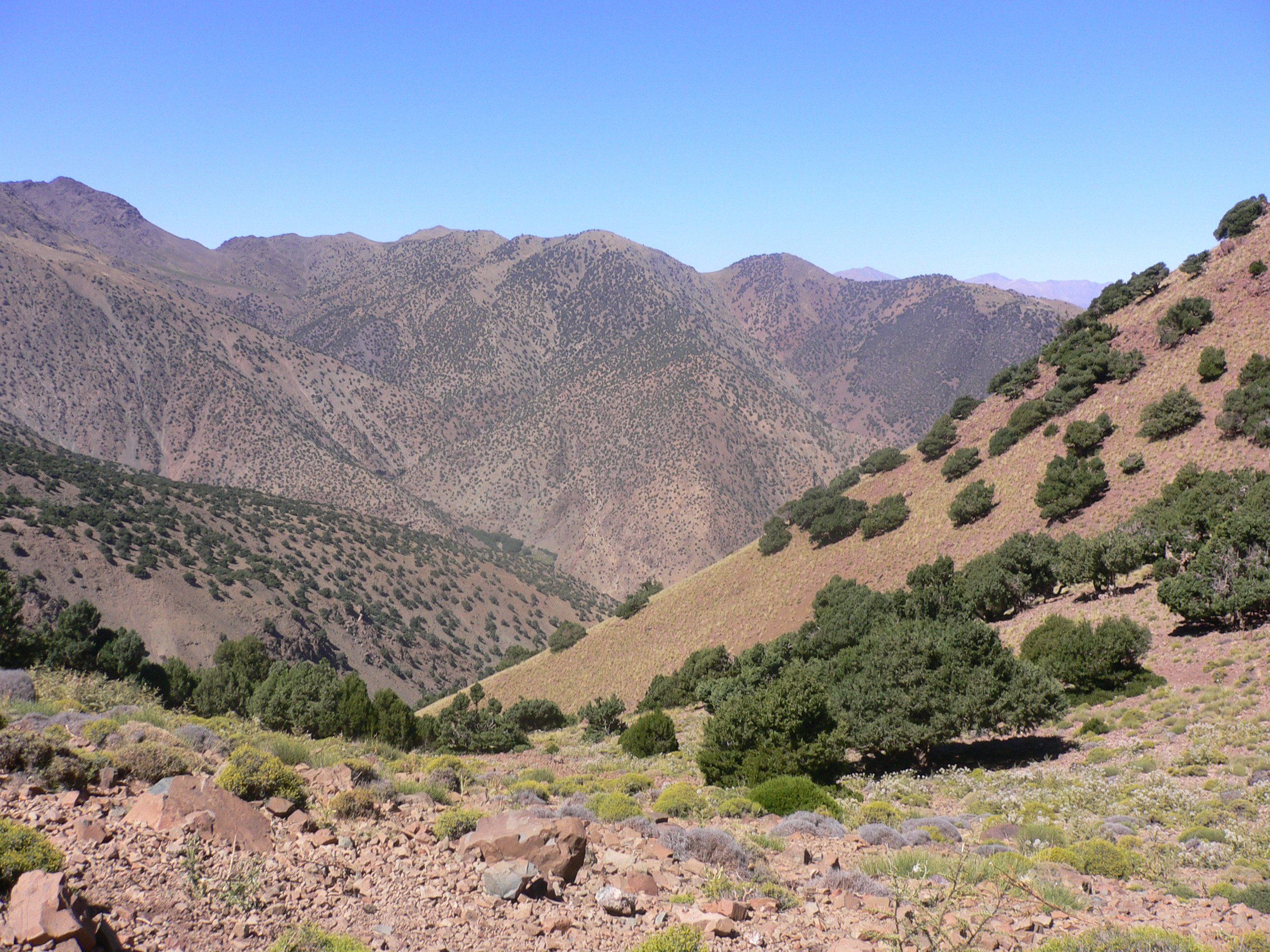
Plantes cobertes de savina turífera (Col de Tizi Mzic)